# Wiktor Wojciechowski
Wiktor Wojciechowski (ur. 1977) – doktor nauk ekonomicznych, polski ekonomista i publicysta. 

## Życiorys
Ukończył studia w Szkole Głównej Handlowej. Adiunkt w Katedrze Międzynarodowych Studiów Porównawczych SGH. 
W latach 2004–2008 pracował w Narodowym Banku Polskim, gdzie m.in. kierował Zespołem ds. Badań Rynku Pracy, a także wchodził w skład Rady Edukacji Ekonomicznej NBP. W latach 2008–2011 członek Zarządu i Dyrektor Działu Analitycznego Forum Obywatelskiego Rozwoju. W latach 20112018 główny ekonomista Plus Banku.
Członek Towarzystwa Ekonomistów Polskich.